# Pietro Balestra (sculpteur)
Pour les articles homonymes, voir Pietro Balestra (homonymie) et Balestra.
Pietro Balestra (Sienne, v. 1672 - après 1729) est un sculpteur italien du baroque tardif connu principalement pour ses travaux en marbre à Dresde.

## Œuvres
- Vénus et Cupidon,
- L'Enlèvement d'Orithye  par Borée,
- Méléagre combattant les guerriers de Calydon,